# Bulbophyllum lizae
Bulbophyllum lizae là một loài phong lan thuộc chi Bulbophyllum.